# Bythaelurus
Bythaelurus — рід акул родини Котячі акули. Має 10 видів. Інша назва «плямиста котяча акула». Представники цього роду ще не достатньо вивчені, деякі відомі лише за одиничними особинами (голотипами).

## Опис
Загальна довжина акул цього роду коливається від 12 до 76 см. Голова відносно велика, зверху сплощена, округла. Морда коротка. Очі у більшості видів відносно великі, мигдалеподібні або горизонтально витягнуті, з мигальною перетинкою. За ними розташовані маленькі бризкальця. Ніздрі середнього розміру. Присутні носові клапани. Рот широкий. Зуби дрібні, з багатьма верхівками. У них 5 пар зябрових щілин. Тулуб стрункий. Грудні плавці широкі. Мають 2 маленьких спинних плавця, розташовані у хвостовій частині. Черевні та анальний плавець зазвичай дорівнюють задньому спинному плавцю. Хвостовий плавець довгий, гетероцеркальний.
Забарвлення сіро-коричневе, буро-коричневе, темно-коричневе. Черево зазвичай світліше. У більшості видів присутні слабко контрастні світлі плями або темні сідлоподібні смуги. Відрізняються між собою також облямівкою плавців. Лише Bythaelurus giddingsi має більш строкатий вигляд.

## Спосіб життя
Тримаються на глибинах від 50 до 1200 м, континентальному шельфі. Воліє до піщаних, мулистих, мулисто-піщаних ґрунтів. Полюють на здобич біля дна. Живляться глибоководними ракоподібними, головоногими та черевоногими молюсками, невеличкою донною рибою, личинками морських тварин.
Це яйцекладні акули. Самиці відкладають 2 яйця. Народжені акуленята сягають 10-13 см завдовжки.

## Розповсюдження
Мешкає в Аравійському морі, біля узбережжя Мадагаскару, Мозамбіку, Сомалі, Індії, Шрі-Ланки, Андаманських островів, Перу, Чилі, Нової Зеландії, Галапагоських островів, о. Хайнань, Між Австралією та о. Ява (Індонезія)

## Види
- Bythaelurus alcockii  Garman, 1913
- Bythaelurus canescens  Günther, 1878
- Bythaelurus clevai  Séret, 1987
- Bythaelurus dawsoni  Springer, 1971
- Bythaelurus giddingsi  McCosker, Long & Baldwin, 2012
- Bythaelurus hispidus  Alcock, 1891
- Bythaelurus immaculatus  Chu & Meng, 1982
- Bythaelurus incanus  Last & Stevens, 2008
- Bythaelurus lutarius  Springer & D'Aubrey, 1972
- Bythaelurus naylori  Ebert & Clerkin, 2015